# Nymula maravalica
Nymula maravalica är en fjärilsart som beskrevs av Adalbert Seitz 1917. Nymula maravalica ingår i släktet Nymula och familjen Riodinidae. Inga underarter finns listade i Catalogue of Life.